# Bałanub
Bałanub (ros. Балануб) – wieś w Rosji, w Dagestanie, w rejonie gunibskim. W 2010 liczyła 117 mieszkańców, głównie Awarów.